# Zpěvní
Zpěvní (Passeri, Oscines) je jeden ze tří podřádů pěvců, zahrnující většinu moderních druhů (v současné době kolem 4000 druhů). Od skupiny křikavých (Suboscines) se liší lépe vyvinutým hlasovým ústrojím, které jim umožňuje dokonale zpívat.

## Fylogeneze a taxonomie
Podřád zpěvní se podle moderních výzkumů dělí na dvě velké skupiny (klady) - Corvida a Passerida. Před rozdělením řádu na tyto dvě hlavní větve se oddělilo několik čeledí, společně označovaných jako parakorvidi.
- parakorvidi
  - Menurida
    - lyrochvostovití (Menuridae)
    - křováčkovití (Atrichornithidae)

  - Climacterida
    - lezčíkovití (Climacteriidae)
    - lemčíkovití (Ptilonorhynchidae)

  - Meliphagida
    - modropláštníkovití (Maluridae)
    - Dasyornithidae
    - střízlíkovcovití (Acanthizidae)
    - kystráčkovití (Meliphagidae)

  - Orthonychida
    - kosíkovití (Orthonychidae)

  - Pomatostomida
    - timáliovcovití (Pomatostomidae)
- Corvida
  - Psophodidae, kosovci
  - Campephagoidea
    - Mohouidae, pištci
    - housenčíkovití (Campephagidae)

  - Oreoicidae, pištci
  - Pachycephaloidea
    - pištcovití (Pachycephalidae)
    - žluvovití (Oriolidae)
    - zelenáčkovití (Vireonidae)

  - brhlíčkovití (Neosittidae)
  - Malaconotoidea
    - lasoletovití (Artamidae)
    - pestrohlávkovití (Pityriaseidae)
    - Rhagologus, pištec
    - jorovití (Aegithinidae)
    - lesknáčkovití (Platysteiridae)
    - vangovití (Vangidae)
    - čagrovití (Malaconotidae)

  - Corvoidea
    - drongovití (Dicruridae)
    - Platylophus, "sojka"
    - pávíkovití (Rhipiduridae)
    - popeláčovití (Corcoracidae)
    - Melampitta, rajkovec
    - rajkovití (Paradisaeidae)
    - lejskovcovití (Monarchidae)
    - ťuhýkovití (Laniidae)
    - krkavcovití (Corvidae)
- Passerida
  - Melanocharitoidea
    - sýkorčíkovití (Melanocharitidae)

  - Cnemophiliodea
    - Cnemophilidae, "rajky"

  - Callaeoidea
    - Notiomystidae, "medosavky"
    - laločníkovití (Callaeidae)

  - Petroicoidea
    - lejsčíkovití (Petroicidae)

  - Picathartoidea
    - vranulovití (Picathartidae)
    - skalňáčkovití (Chaetopidae)
    - Eupetidae, "kosovci"

  - Hyliotoidea
    - hyliovití (Hyliotidae)

  - Sylvioidea
    - Stenostiridae, "krejčiříčci"
    - moudivláčkovití (Remizidae)
    - sýkorovití (Paridae)
    - sýkořicovití (Panuridae)
    - skřivanovití (Alaudidae)
    - Nicatoridae, "bulbulci"
    - pěnčákovití (Macrosphenidae)
    - vlaštovkovití (Hirundinidae)
    - Pnoepygidae, "timálky"
    - rákosníkovití (Acrocephalidae)
    - Donacobiidae, "střízlíci"
    - Bernieridae
    - cvrčilkovití (Locustellidae)
    - bulbulovití (Pycnonotidae)
    - cistovníkovití (Cisticolidae)
    - Hyliidae, "budníčci"
    - mlynaříkovití (Aegithalidae)
    - cetiovití (Cetiidae)
    - budníčkovití (Phylloscopidae)
    - pěnicovití (Sylviidae)
    - kruhoočkovití (Zosteropidae)
    - timáliovití (Timaliidae)
    - Pellorneidae, "timálie"
    - Leiotrichidae, "timálie"

  - Reguloidea
    - králíčkovití (Regulidae)

  - Bombycilloidea
    - brkoslavcovití (Dulidae)
    - hedvábníkovití (Hypocoliidae)
    - mohovití (Mohoidae)
    - brkoslavovití (Bombycillidae)
    - palmovníkovití (Ptilogonatidae)

  - Certhioidea
    - zedníčkovití (Tichodromatidae)
    - brhlíkovití (Sittidae)
    - šoupálkovití (Certhiidae)
    - leskotovití (Polioptilidae)
    - střízlíkovití (Troglodytidae)

  - Muscicapoidea
    - klubákovití (Buphagidae)
    - drozdcovití (Mimidae)
    - špačkovití (Sturnidae)
    - skorcovití (Cinclidae)
    - drozdovití (Turdidae)
    - lejskovití (Muscicapidae)

  - Passeroidea
    - cukernatkovití (Promeropidae)
    - květozobovití (Dicaeidae)
    - strdimilovití (Nectariniidae)
    - irenovití (Irenidae)
    - sýkavkovití (Chloropseidae)
    - Urocynchramidae, "strnadi"
    - hájníčkovití (Peucedramidae)
    - pěvuškovití (Prunellidae)
    - snovačovití (Ploceidae)
    - vdovkovití (Viduidae)
    - astrildovití (Estrildidae)
    - vrabcovití (Passeridae)
    - konipasovití (Motacillidae)
    - pěnkavovití (Fringillidae)
    - Calcariidae, "strnadi"
    - Lamprospizidae, "tangary"
    - lesňáčkovití (Parulidae)
    - vlhovcovití (Icteridae)
    - strnadovití (Emberizidae)
    - Passerellidae, "strnadci"
    - kardinálovití (Cardinalidae)
    - tangarovití (Thraupidae)